# 풀밭 위의 식사
《풀밭 위의 식사》는 2004년 4월 2일에 MBC에서 방영한 베스트극장이다.

## 줄거리
대학입학 후 첫 미팅 자리에서 '폭탄'으로 찍혀 서럽게 물러나오게 된 지원(김태연)은 자신을 뒤쫓아와 다정히 위로해주는 킹카 용준(여현수)에게 반해, 그 날 밤을 함께 보낸다. 다음날, 지원은 용준의 행동이 남학생들끼리한 내기에 불과했다는 사실을 알게 된다. 이 일은 학교에 금세 소문이 나고 지원은 학우들의 비웃음만 사고, 학교로부터 경고까지 받게 되자 그대로 학교를 떠나버린다. 그 후 2년 뒤. 이제는 선수급 바람둥이로 정착한 용준. 어느 날 미대에서 남자 몸짱 누드모델을 학우 가운데서 구하고 있다는 소식을 듣고 재미 삼아 찾아갔다가 그곳에서 지원과 재회하게 된다. 그러나 얼굴의 점도 없애고 다이어트에도 성공해 몸짱이 되어 복학한 지원을 용준은 전혀 알아보지 못한다. 더구나 지원은 용준보다 한 술 더 뜨는 쿨한 언행으로 용준을 사로잡는다. 용준은 사귀던 나리(이혜미)를 일거에 잘라버리고, 지원에게 데이트 신청을 하게 된다.

## 등장 인물

### 주요 인물
- 김태연 : 지원 역
- 여현수 : 용준 역
- 이혜미 : 나리 역
- 유정석

### 그 외 인물
- 안세미
- 김남길
- 염재욱
- 강보라
- 김태현
- 신동미
- 편일태
- 정한헌
- 황의권
- 강상구
- 한아영
- 유혜리미
- 김호원
- 이정제